# Nancy Cabrera
Nancy Cabrera Dugán (Nueva York, 31 de mayo de 1968) es una chef, empresaria y conferencista estadounidense de orígenes egipcios e irlandeses. Actualmente es fundadora y propietaria de la cadena de restaurantes Nancy Cabrera.

## Reseña biográfica
Nació en Nueva York, donde vivió gran parte de su infancia. A la edad de 7 años se mudó a Barranquilla, Colombia, ciudad natal de su familia.
Concluyó sus estudios escolares en Colombia y posteriormente estudió Diseño Textil en la Universidad Autónoma del Caribe. Al graduarse, tomó la decisión de regresar a su ciudad natal, Nueva York, para iniciar su carrera profesional en artes culinarias. En Nueva York, estudió en el New York Restaurant School y trabajó en el restaurante Sign of the Dove, así como en varios restaurantes de la Gran Manzana.
En el año 2005 regresó a la ciudad de Barranquilla, lugar donde fundó su primer restaurante, Naía. En el año 2006 creó el restaurante Nancy Cabrera, reconocido por su menú de postres.
Nancy Cabrera ha sido colaboradora y representante de La Liga colombiana contra el Cáncer. y participa en causas sociales orientadas al progreso del país.
En el año 2017 recibió la nominación a Mejor Presentadora de Televisión Regional en los Premios TV y Novelas gracias a su trayectoria en programas como Chef a la Carta.
Nancy Cabrera ha actuado como jurado de diversos festivales gastronómicos, conferencista y asesora culinaria.